# Quirin Stocker
Quirin Stocker (* 10. Oktober 1996 in München) ist ein deutscher Eishockeyspieler.

## Werdegang
Der Abwehrspieler begann seine Karriere beim EHC Klostersee und spielte später für die Eisbären Juniors Berlin und die Düsseldorfer EG in der Deutschen Nachwuchsliga. In der Saison 2014/15 debütierte er im Seniorenbereich für den drittklassigen Oberligisten Moskitos Essen. In der folgenden Saison 2015/16 absolvierte Stocker zwei Spiele für den EHC Freiburg in der DEL2. Während der Spielzeit wurde er an den Oberligisten EHC Klostersee ausgeliehen. Im Sommer 2016 wechselte Stocker zum ECC Preussen Berlin in die Oberliga Nord. Drei Jahre später kehrte er in die Oberliga Süd zurück und spielte für den EV Füssen. 2021 schloss er sich dem Herforder EV aus der Oberliga Nord. Zwei Jahre später folgte der Wechsel zu Lippe-Hockey-Hamm.